# Paola Espinosa
Paola Espinosa, född den 31 juli 1986 i La Paz, Mexiko, är en mexikansk simhoppare.
Hon tog OS-brons i synkroniserade höga hopp i samband med de olympiska simhoppstävlingarna 2008 i Peking.